# 어도비 프레스코
어도비 프레스코(Adobe Fresco)는 어도비에서 주로 디지털 페인팅을 위해 개발한 벡터 및 래스터 그래픽스 편집기이다. 원래 애플 아이패드와 펜슬 지원을 위해 설계되었으며, 어도비 프레스코 개발은 2019년 말에 시작되었다. 어도비 크리에이티브 클라우드와 함께, 프레스코는 CC 2019의 일부로 출시되었다.

## 역사
펜슬 지원 기능이 포함된 아이패드용 어도비 프레스코는 2018년 11월에 처음 발표되었으며, 어도비 MAX 2019에서 언급된 바와 같이 2019년 11월에 출시되었다.
어도비 프레스코 앱은 이후 무료로 사용할 수 있게 되었지만, 별도로 구매하거나 크리에이티브 클라우드 전체 앱 구독과 함께 구매할 수 있는 프리미엄 구독이 있다.
2022년, 어도비 프레스코는 아이패드에서 스케치, 페인팅, 수채화로 예술 작품을 쉽게 만들 수 있는 방법으로 평가되었다.

## 기능
사용자 인터페이스에는 라이브 및 벡터 브러시, 기본 사진 편집, 레이어링 등 다양한 기능이 포함되어 있다. 또한 원근 격자를 제공하며 2021년에 도입된 모션 도구를 사용한 기본 애니메이션을 지원한다. 화면 가장자리에 있는 사이드바에는 프레스코에서 개체나 작품을 선택, 생성 및 조작하기 위한 다양한 도구가 포함되어 있다. 이러한 도구는 드로잉, 타이핑, 페인팅, 모양 변경, 슬라이싱 및 자르기, 기호 삽입, 이동 및 확대/축소, 스케치 등의 기능으로 선택할 수 있다.

## 출시 이력
버전 번호별로 정렬된 어도비 프레스코 출시 이력:
| 버전         | 플랫폼                       | 출시일           | 주요 기능                                                                           |
| ------------ | ---------------------------- | ---------------- | ----------------------------------------------------------------------------------- |
| 1.0.1 (베타) | IOS (아이패드 전용)          | 2019년 9월       | 추가 언어 지원                                                                      |
| 1.0.2        | IOS (아이패드 전용)          | 2019년 9월       | 어도비 프레스코 공식 출시                                                           |
| 1.0.3        | IOS (아이패드 전용)          | 2019년 10월      |                                                                                     |
| 1.1          | IOS (아이패드 전용), Windows | 2019년 11월      | 직선 도구, Creative Cloud 색상 라이브러리, Windows용 프레스코                       |
| 1.2          | IOS (아이패드 전용), Windows | 2019년 12월      | 버그 보고 기능                                                                      |
| 1.2.1        | IOS (아이패드 전용), Windows | 2019년 12월      |                                                                                     |
| 1.3.1        | IOS (아이패드 전용), Windows | 2020년 2월       | 실행 취소 및 다시 실행 개선, Photoshop 파일 가져오기, 및 기타                       |
| 1.4          | IOS (아이패드 전용), Windows | 2020년 3월       | 고급 테이퍼                                                                         |
| 1.4.1        | IOS (아이패드 전용), Windows | 2020년 3월       |                                                                                     |
| 1.5          | IOS (아이패드 전용), Windows | 2020년 4월       | iPad용 새 Photoshop과의 통합, AirDrop 지원, 키보드 단축키                           |
| 1.6          | IOS (아이패드 전용), Windows | 2020년 5월       | 새로운 도형, 다색 스포이드, 벡터 자르기, 기타                                       |
| 1.6.1        | IOS (아이패드 전용), Windows | 2020년 5월       |                                                                                     |
| 1.7          | IOS (아이패드 전용), Windows | 2020년 6월       | 스냅라인, 새로운 튜토리얼, 목탄 브러시                                              |
| 1.7.1        | IOS (아이패드 전용), Windows | 2020년 7월       |                                                                                     |
| 1.8          | IOS (아이패드 전용), Windows | 2020년 7월       | 클리핑 마스크                                                                       |
| 1.8.1        | IOS (아이패드 전용), Windows | 2020년 8월       |                                                                                     |
| 1.9          | IOS (아이패드 전용), Windows | 2020년 8월       | 브러시 스탬프, 브러시 관리, 터치 단축키 맵 업데이트                                 |
| 2.0.3        | IOS, Windows                 | 2020년 10월      | iPhone용 프레스코, 텍스트 지원, 번짐 브러시 등                                      |
| 2.0.4        | IOS, Windows                 | 2020년 10월      |                                                                                     |
| 2.0.5        | IOS, Windows                 | 2020년 11월      |                                                                                     |
| 2.1          | IOS, Windows                 | 2020년 12월      | 픽셀 브러시 각도 제어                                                               |
| 2.2          | IOS, Windows                 | 2021년 2월       | 편집 초대, Adobe Capture 통합, 더 빠른 브러시 등                                    |
| 2.3.1        | IOS, Windows                 | 2021년 3월       | 더 쉬운 색상 선택, 더 작은 Photoshop 브러시, 개체 복사 및 붙여넣기                  |
| 2.4          | IOS, Windows                 | 2021년 4월       | 다중 레이어 드래그 앤 드롭, 미세 조정, 병합된 레이어의 오일 텍스처 등               |
| 2.5          | IOS, Windows                 | 2021년 5월       | 드로잉 보조 기능, 재설계된 도형 메뉴, 간소화된 UX 등                                |
| 2.6          | IOS, Windows                 | 2021년 6월       |                                                                                     |
| 2.6.1        | IOS, Windows                 | 2021년 6월       |                                                                                     |
| 2.7.2        | IOS, Windows                 | 2021년 7월       |                                                                                     |
| 2.7.3        | IOS, Windows                 | 2021년 7월       |                                                                                     |
| 2.7.5        | IOS, Windows                 | 2021년 8월       |                                                                                     |
| 2.7.6        | IOS, Windows                 | 2021년 8월       |                                                                                     |
| 2.7.7        | IOS, Windows                 | 2021년 9월       |                                                                                     |
| 2.7.8        | IOS, Windows                 | 2021년 9월       |                                                                                     |
| 2.7.9        | IOS, Windows                 | 2021년 10월      |                                                                                     |
| 3.0.0        | IOS, Windows                 | 2021년 10월      |                                                                                     |
| 3.0.1        | IOS, Windows                 | 2021년 10월      |                                                                                     |
| 3.0.2        | IOS, Windows                 | 2021년 11월      |                                                                                     |
| 3.1.0        | IOS, Windows                 | 2021년 11월      |                                                                                     |
| 3.1.1        | IOS, Windows                 | 2021년 11월      |                                                                                     |
| 3.2.1        | IOS, Windows                 | 2021년 12월      |                                                                                     |
| 3.2.2        | IOS, Windows                 | 2021년 12월      |                                                                                     |
| 3.2.3        | IOS, Windows                 | 2022년 1월       |                                                                                     |
| 3.3.0        | IOS, Windows                 | 2022년 2월       |                                                                                     |
| 3.3.1        | IOS, Windows                 | 2022년 2월       |                                                                                     |
| 3.4.0        | IOS, Windows                 | 2022년 3월       |                                                                                     |
| 3.6.1        | IOS, Windows                 | 2022년 5월       |                                                                                     |
| 3.6.2        | IOS, Windows                 | 2022년 6월       |                                                                                     |
| 3.7.0        | IOS, Windows                 | 2022년 6월       |                                                                                     |
| 3.7.5        | IOS, Windows                 | 2022년 7월       |                                                                                     |
| 3.8.0        | IOS, Windows                 | 2022년 8월       |                                                                                     |
| 3.9.1        | IOS, Windows                 | 2022년 9월       |                                                                                     |
| 4.0.0        | IOS, Windows                 | 2022년 10월      |                                                                                     |
| 4.0.1        | IOS, Windows                 | 2022년 10월      |                                                                                     |
| 4.1.0        | IOS, Windows                 | 2022년 11월      |                                                                                     |
| 4.1.1        | IOS, Windows                 | 2022년 12월      |                                                                                     |
| 4.2.0        | IOS, Windows                 | 2022년 12월      |                                                                                     |
| 4.2.         | IOS, Windows                 | 2022년 12월      |                                                                                     |
| 4.3          | IOS, Windows                 | 2023년 2월       | 모양에 맞춰 스냅, 클리핑된 레이어에 모션 추가, 연결되지 않은 영역 선택 및 채우기 등 |
| 4.4          | IOS, Windows                 | 2023년 3월       |                                                                                     |
| 4.4.2        | IOS, Windows                 | 2023년 4월       |                                                                                     |
| 4.6.0        | IOS, Windows                 | 2023년 5월 8일   |                                                                                     |
| 4.6.1        | IOS, Windows                 | 2023년 5월 20일  |                                                                                     |
| 4.7.0        | IOS, Windows                 | 2023년 6월 19일  |                                                                                     |
| 4.7.1        | IOS, Windows                 | 2023년 6월 29일  |                                                                                     |
| 4.8.0        | IOS, Windows                 | 2023년 8월 21일  |                                                                                     |
| 5.0.0        | IOS, Windows                 | 2023년 9월 18일  |                                                                                     |
| 5.0.1        | IOS, Windows                 | 2023년 10월 30일 |                                                                                     |
| 5.0.2        | IOS, Windows                 | 2023년 11월 14일 |                                                                                     |
| 5.0.3        | IOS, Windows                 | 2023년 11월 18일 |                                                                                     |
| 5.2          | IOS, Windows                 | 2023년 12월 5일  |                                                                                     |
| 5.3.0        | IOS, Windows                 | 2024년 1월 29일  |                                                                                     |
| 5.4.0        | IOS, Windows                 | 2024년 2월 27일  |                                                                                     |
| 5.4.1        | IOS, Windows                 | 2024년 3월 14일  |                                                                                     |
| 5.6.0        | IOS, Windows                 | 2024년 4월 29일  |                                                                                     |
| 5.6.5        | IOS, Windows                 | 2024년 6월 13일  |                                                                                     |
| 5.7.0        | IOS, Windows                 | 2024년 7월 9일   |                                                                                     |
| 6.0.0        | IOS, Windows                 | 2024년 9월 16일  |                                                                                     |

## 같이 보기
- 어도비 일러스트레이터
- 오토데스크 스케치북
- 크리타